# Psebe
|  | Per a altres significats, vegeu «Riu Psebe». |

Psebe - Псебе (rus) és un aül del krai de Krasnodar, a Rússia. Es troba als vessants meridionals de l'extrem oest del Caucas occidental, a la vora del riu Psebe, afluent del Neptxesukho. És a 23 km al nord-oest de Tuapsé i a 83 km al sud de Krasnodar.
Pertany al possiólok de Novomikhàilovski.

## Història
La vila fou fundada el 1883 sobre l'emplaçament d'un anterior aül adigués, i s'hi allotjaren membres d'aquest poble provinents de Takhtamukai. El 13 de setembre de 1924 passà a formar part del raion nacional xapsug de l'ókrug de la mar Negra del territori del Caucas Nord. A la dècada del 1930 comença a funcionar el kolkhoz Otvet Vrediteliam. A partir del 16 d'abril de 1940 tornà al raion de Tuapsé, i s'anul·là la condició de municipi el 17 de juliol de 1954.